# En un parque

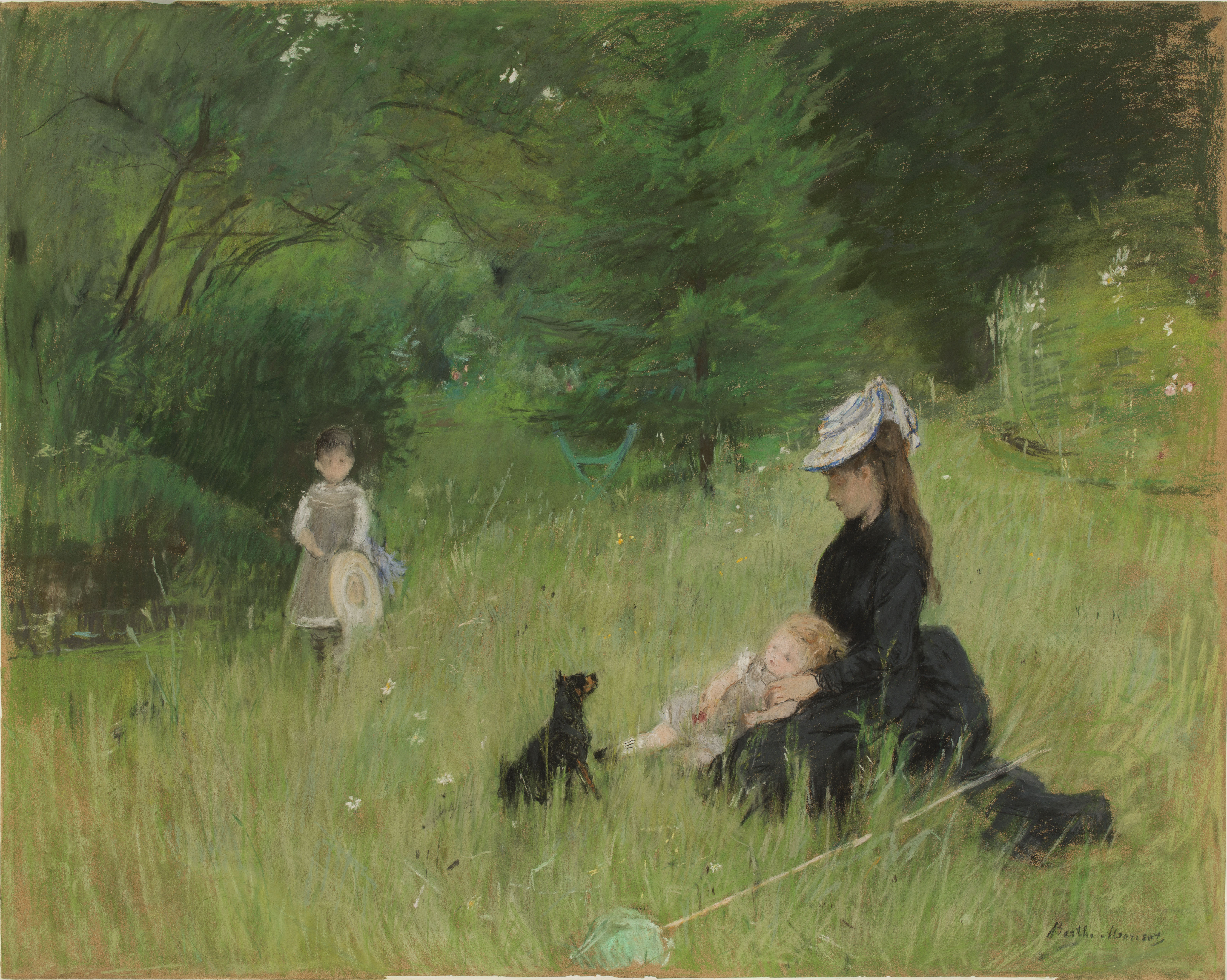
En un parque (c. 1874) de Berthe Morisot.

En un parque es una pintura al pastel sobre papel, montada sobre cartón, de la artista francesa Berthe Morisot, ejecutada c. 1874. Tiene las dimensiones de 72,5 por 91,8 cm. Se conserva en el Petit Palais, en París.

## Descripción
La pintura representa a una mujer joven en un momento de ocio en un parque con dos niñas pequeñas y un perro. La joven, vestida de negro y con sombrero, blanco, en primer plano, está sentada en un campo de hierba alta, a la derecha, con una niña reclinada en su regazo, mientras su perro se sienta frente a ellas. Una red utilizada para atrapar mariposas se encuentra a su izquierda. Otra niña se ve a la izquierda más lejos, sosteniendo su sombrero de paja, mientras que varios árboles al fondo cierran la escena.
La pintura demuestra tanto la influencia del maestro naturalista Camille Corot como del pintor impresionista Édouard Manet, amigo de Morisot, con cuya obra contemporánea tiene algunas similitudes. La influencia parece haber sido mutua entre ambos pintores, y Morisot se casaría con el hermano de Édouard, Eugène Manet, en 1874.